# 郭修圃
郭修圃（1948年—），汉族，中华人民共和国政治人物、第十一届全国政协委员。
担任香港金电贸易有限公司董事长兼总经理。2008年，当选第十一届全国政协委员，代表特别邀请人士，分入第五十八组。